# TCPMUX
TCP Port Service Multiplexer(TCPMUX)는 TCP의 포트번호 1번에서 동작하는 프로토콜이다. 흔히 쓰이지는 않고 있으며 [rfc:1078 RFC1078]에서 정의하고 있다.
사용을 잘 하지 않음과 기술적 이유로 [rfc:7805 RFC7805]에 의해 더 이상 사용되지 않는다.

## 개요
이 프로토콜을 서비스하는 서버에 호스트가 접속을 하고, 자신이 필요한 서비스의 이름을 보내면 (CRLF에 따라), 서버는 이에 대해 + 또는 -로 응답하는데 (이때에도 CRLF에 따라 응답한다.)
+라면 해당 서비스가 열려있다는 것이고, -라면 해당 서비스가 닫혀있다는 것이다. 이 서비스는 'HELP'라는 미리 예약된 문자열이 있는데 만약 호스트가 이 문자열을 보내게 될시
서버는 자신이 가능한 서비스를 각 줄마다 적어서 보내준다.

## 보안 문제
이 프로토콜을 사용하면 해커가 간단히 포트 1번으로 단지 'HELP'를 보내는 것만으로 포트 스캐닝을 하는 효과를 얻을 수 있다. 그리고 포트 1번만으로 통신이 이루어지기 때문에 전통적인 포트를 막는 방식의 방화벽으로 이를 차단하기도 어렵다.

## 같이 보기
- TCP/UDP의 포트 목록